# Robert Becker
Robert O. Becker (ur. 31 maja 1923 w River Edge, zm. 14 maja 2008 w Lowville) – amerykański ortopeda i specjalista w elektroterapii, dwukrotny kandydat do Nagrody Nobla z dziedziny medycyny za prace nad biologicznymi efektami elektromagnetyzmu. Jest pionierem na polu bioefektów elektromagnetyczności.